# 安托萬·弗朗索瓦·馬蒙泰爾
安托萬·弗朗索瓦·馬蒙泰爾（法語：Antoine François Marmontel，1816年7月16日—1898年1月16日），法國作曲家、鋼琴家、音樂教育家。

## 傳記
1827年，安托萬·弗朗索瓦·馬蒙泰爾入讀巴黎音樂學院（Conservatoire de Paris）。皮埃爾·齊默爾曼教授他鋼琴，維克托·杜朗教授和聲，阿萊維（Fromental Halévy）教授賦格，讓·弗朗索瓦·勒敘厄爾（Jean-François Lesueur）教授作曲。他在音樂理論、鋼琴奪得校內第一。1837年，他在巴黎音樂學院擔任音樂理論助教。1848年，他接任皮埃爾·齊默爾曼成為學院的鍵盤教授，曾經教過他的夏爾-瓦朗坦·阿爾康（Charles-Valentin Alkan）資歷雖較深，反而落選。
安托萬·弗朗索瓦·馬蒙泰爾教授過很多學生，大多已名成利就：喬治·比才、樊尚·丹第（Vincent d'Indy）、提奥多·杜布瓦（Théodore Dubois）、埃內斯特·吉羅（Ernest Guiraud）、埃米爾·帕拉迪耶（Émile Paladilhe）、愛德華·麥克道威爾（Edward MacDowell）、加布里埃爾·皮埃內（Gabriel Pierné）、路易·迪耶梅（Louis Diémer）、弗朗西斯·普朗泰（Francis Planté）、克勞德·德彪西。

## 著作
安托萬·弗朗索瓦·馬蒙泰爾編寫了多部音樂教科書，包括：（中文譯名只是意譯，並非官方正譯）
- L'Art de déchiffrer (cent études faciles)　《Sight-Read的藝術（100首簡單練習曲）》
- École élémentaire de mécanisme et de style　《指法和風格的基礎學校》
- Étude de mécanisme　《指法練習》
- Cinq études de salon　《五首沙龍音樂練習》
- L'Art de déchiffrer à quatre mains　《四手聯彈的Sight-Read藝術》
- Enseignement progressif et rationnel du piano　《漸進理性的鋼琴教學》

## 外部連結
- 安托萬·弗朗索瓦·馬蒙泰爾的免费乐谱，由国际乐谱典藏计划提供